# Iuliu Paul
Iuliu Adrian Paul, cunoscut ca Iuliu Paul, (n. 18 august 1930, Bocicău, România – d. 4 noiembrie 2009, Focșani, România) a fost un arheolog, istoric, cercetător, scriitor și profesor român, cel care a militat pentru înființarea Universității „1 Decembrie 1918” din Alba Iulia, fiind considerat fondatorul acesteia. A fost rectorul acestei instituții timp de un deceniu, de la înființarea ei din 1991 până în 2001.

## Biografie
Iuliu Paul s-a născut în ziua de 18 august 1930 în Bocicău, județul Satu Mare. Tatăl său a fost învățătorul satului. A urmat cursurile Liceului teoretic „Mihai Eminescu” din Satu Mare, după care pe cele ale Facultății de Istorie din Cluj. Aici i-a avut profesori pe Constantin Daicoviciu și David Prodan. A absolvit facultatea în 1955 și s-a stabilit la Sibiu într-o funcție de arheolog la Muzeul Brukenthal. A îndeplinit această funcție până în anul 1990. Din 1991 a fost rector la Universitatea „1 Decembrie 1918” din Alba Iulia și a colaborat cu Institutul de Arheologie Sistemică de la Alba Iulia.
Din anul 1969, o dată cu înființarea la Sibiu a Facultății de Filologie și Istorie în subordinea Universitatea Babeș-Bolyai, s-a dedicat activității profesorale. În anul 1978 și-a susținut teza de doctorat cu titlul Istoria societății primitive și epoca migrațiilor. Doctoratul său l-a propulsat în grupul celor mai apreciați arheologi din spațiul est-european. A fost coautorul lucrării Enzyklopädisches Handbuch zur Ur- und Frühgeschichte Europas (Praga, 1969) și a Dicționarului de istorie veche a României, București, 1978. Iuliu Paul a făcut parte din grupul de profesori ai facultății sibiene care a redimensionat structura noii universități.
Iuliu Paul a fost o personalitate tipică a intelectualului trasilvăvean cu formație umanistă, el fiind dedicat activității didactice și cercetării. Și-a luat toate gradele științifice de la funcția de simplu arheolog până la cel de director științific al Muzeului Brukenthal. În ultima lui calitate de la Sibiu, a inițiat apariția revistei Studii și comunicări de arheologie și istorie, ea fiind considerată astăzi, una dintre referințele istoriografiei românești. Ca urmare a premiului acordat de Academia Română în 1995, Iuliu Paul a devenit un eminent arheolog, rector al Universității din Alba Iulia.
A murit în ziua de 4 noiembrie 2009.

## Premii
În anul 1995, lui Iuliu Paul i s-a acordat premiul „Vasile Pârvan” al Academiei Române pentru volumul Cercetări preistorice în Transilvania.